# 首飾

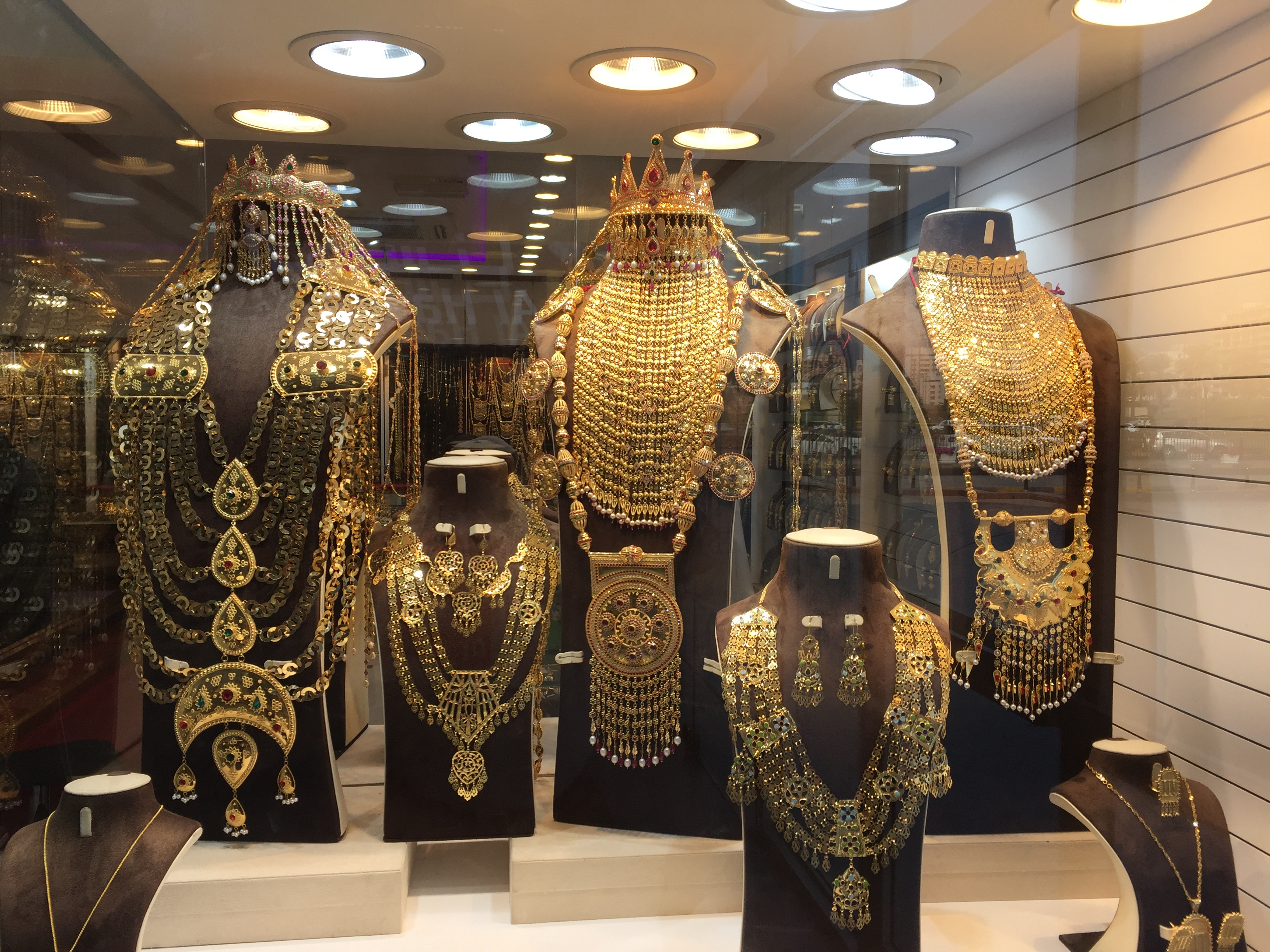
使用貴金屬打造而成的首飾

首饰早期定义是指佩带于头上的头饰；而现代定义是指任何可戴在身上与服装或者相关环境相配套起装饰作用的飾物。

## 起源
人类佩带首饰究竟于何时，恐怕很难精确地考证。但是我们不难推想，从人类开始意识到装饰与美化自身的时候起，人类也就与它结下了不解之缘。人类最原始的首饰，大概可以追溯到遥远的石器时代。
据报道，意大利考古学家早几年在地中海之滨发掘一具距今约16万年的古人类女尸，女尸身上佩带着一兽骨和石头串成的项链。可能是迄今发现的世界上最早的首饰。

## 材料
幾乎任何對人無害的固態材料都可以用來做成首飾，包括貴金屬、寶石、玻璃、陶瓷、骨骼、贝壳、植物果实、塑料、橡胶、皮革、丝绢等等。

## 用途
首飾最初的用途是裝飾，另外因為其價值高，也發展出保值、馈赠、纪念（如婚戒）等功能，或是作為艺术品。但到了現在，人們多數是用來打扮。

## 工艺
- 浇铸首饰
- 冲压首饰
- 花丝首饰
- 镶嵌首饰

## 佩戴部位
幾乎身體任何部位都可以戴首飾。
- 头饰：眼鏡、耳环、发夹、皇冠
- 项饰：项链、 项圈
- 手饰：腕錶、戒指、手環、袖扣
- 胸饰：领带夹、胸針
- 腰饰：腰链、腰带、臍環
- 脚饰：脚环
- 可變：吊坠